# Ischemická choroba dolních končetin
Ischemická choroba dolních končetin (ICHDK) jedná se o postižení tepen vyživujících dolní končetiny. Je charakterizováno omezeným krevním průtokem, sníženou dodávkou kyslíku a živin tkáním dolních končetin. Klinické projevy nebo jejich výrazné zhoršení mohou vzniknout náhle (akutní ischemie), zhoršují se postupně v období 14 dní až 3 měsíce (subakutní ischemie) nebo mají víceméně stabilní podobu, která může trvat roky (chronická ischemie). V tomto období trpí sníženou dodávkou hlavně svaly při námaze. V klidu k ischemii nedochází. Pozvolné, dlouhodobé zhoršování může nakonec vést až k ohrožení končetiny (kritická ischemie), kdy už krevní dodávka nestačí ani v klidu. ii.

## Příčina
- ateroskleróza tepen dolních končetin
- Buergerova nemoc
- vaskulitida – zánět cév

## Projevy
Nemoc se ze začátku projevuje velice nepříjemnou bolestí – klaudikační bolest, nejprve při chůzi a postupně se bolest objevuje i v poloze klidové. Celá končetina je chladnější a může se objevit i odlišné zbarvení, v nejhorším případě nastává gangréna.

## Diagnostika
Vyšetření probíhá většinou fyzikální: barevné a trofické změny, puls, šelesty. Při tomto onemocnění se vyplatí použít také arteriografii – snímek krevního řečiště nebo duplexní ultrasonografii – ultrazvukové vyšetření cév spojeno s Dopplerovým testem, které ukazuje rychlost a proudění krve.

## Léčba
Většinou pomocí léků – infuzí, doporučují se antikoagulační a antiagregační léčba – pomáhá rozpouštět krevní sraženiny – nedoporučuje se ale u lidí s horší srážlivostí.
V období nejmodernější lékařské technologie se používají při léčbě ICHDK moderní chirurgické výkony:
- angioplastika
- stenty
- bypass

Aby byla léčba úspěšná, pacient by měl upravit svoji životosprávu, a to nejen v upravení jídelníčku, ale především v absolutním zákazu kouření.
Experimentální terapeutickou metodou je autologní transplantace kmenových buněk odebraných přímo od pacienta. Nejde však o metodu schválenou pro použití v klinické medicíně. Názory na klinickou efektivitu této metody se liší.